# Barbados en los Juegos Olímpicos de Atenas 2004
Barbados estuvo representado en los Juegos Olímpicos de Atenas 2004 por un total de 10 deportistas, 9 hombres y una mujer, que compitieron en 5 deportes.
El portador de la bandera en la ceremonia de apertura fue el tirador Michael Maskell. El equipo olímpico barbadense no obtuvo ninguna medalla en estos Juegos.